# Bokurano
Bokurano (ぼくらの Vores) er en manga af Mohiro Kitoh, der månedligt bliver udgivet som en serie i det japanske magasin Ikki siden 2003; på nuværende tidspunkt er der lavet 9 bind af Shogakukan. Der blev senere lavet en anime-serie over mangaen, instrueret af Hiroyuki Morita og produceret af Gonzo, som blev vist i 2007. Desuden arbejdes der i øjeblikket på en light novel ved navn Bokurano～alternative～ (ぼくらの～alternative～), hvilket indeholder en alternativ historie af Renji Ohki og figurer designet af Kitoh selv.